# Abdul Majid Kubar
Abdul Majid Kubar (9 mai 1909 - 4 octombrie 1988) a fost un om politic libian. A fost prim-ministru al Libiei între mai 1957-octombrie 1960.